# Antecedents de Fórmula 1
Les carreres Gran Premi (en francès Grand Prix) tenen arrels en les carreres d'automòbils organitzades a França des de 1894. Ràpidament van evolucionar de simples carreres en camins d'un poble a un altre, a proves de resistència per als vehicles i els pilots. La innovació aviat va depassar els 160 km/h però en ser carreres en camins oberts eren freqüents els accidents que resultaven en defuncions tant de pilots com d'espectadors. Com a conseqüència, es van acabar organitzant curses en circuits tancats.

## Organització de carreres

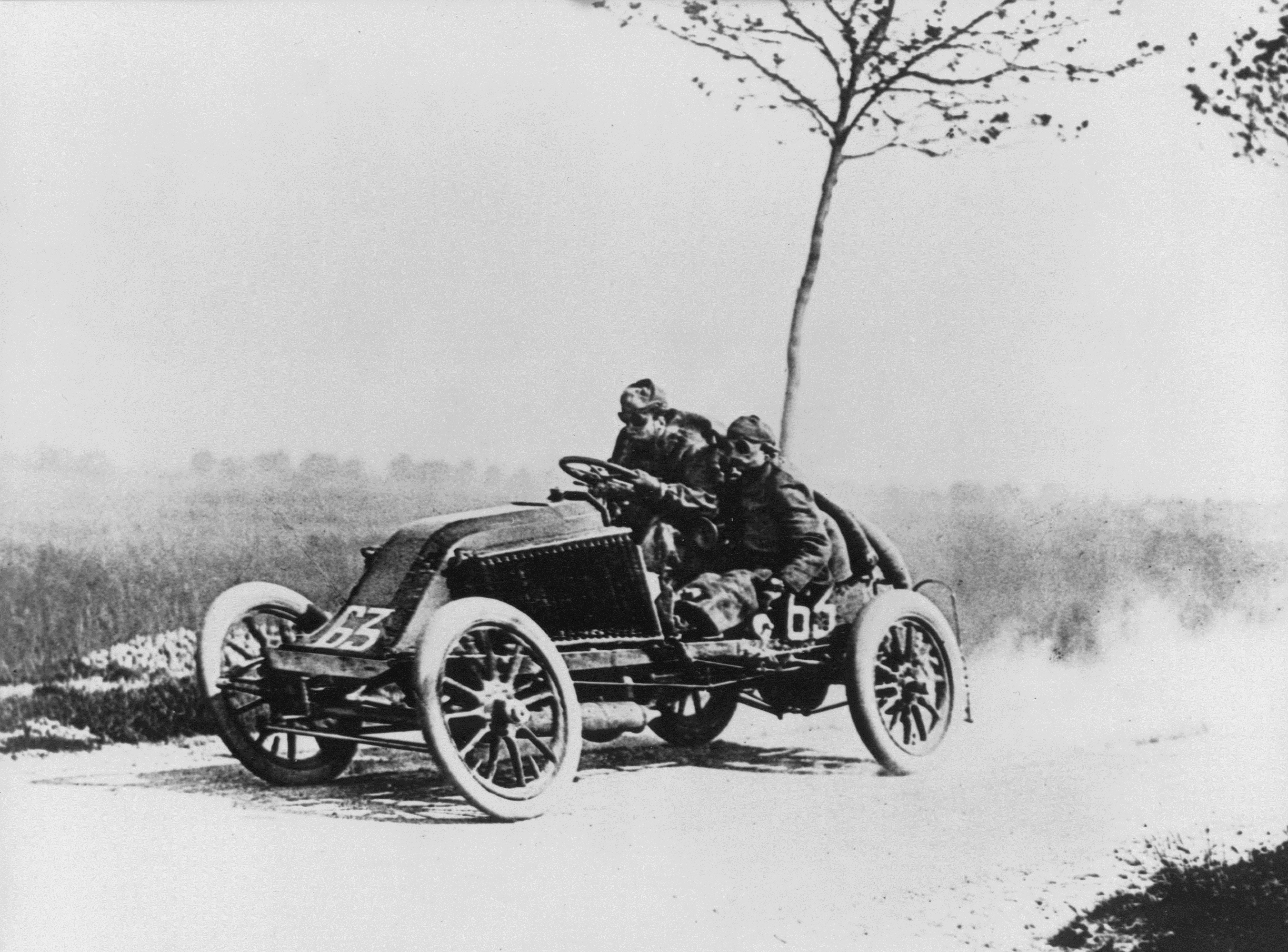
Marcel Renault en una carrera a 1903

En 1900 va ocórrer un esdeveniment que va resultar transcendental en les carreres, quan James Gordon Bennett, Jr., propietari dels periòdics New York Herald i International Herald Tribune a París, va establir la Copa Gordon Bennett de Carreres d'automòbils a Europa, una carrera anual que va atreure competidors internacionals. Cada país podia inscriure fins a tres automòbils.
Seguint l'exemple de Bennett, als Estats Units l'acabalat William Kissam Vanderbilt II va llançar la Copa Vanderbilt en Long Island, Nova York en 1904.
Influenciat per aquests esdeveniments, Louis Chevrolet, un suís que treballava per a un constructor francès va decidir mudar-se als Estats Units. Des de 1901 es va convertir en la figura principal de les carreres als Estats Units i dissenyador dels cotxes de General Motors que portaven el seu nom.

## Els primers Grans Premis
En 1906, la primera (i en eixe temps l'única) carrera a portar el nom de Gran Premi era organitzada pel Club de l'Automòbil de França (CAF), i es corria durant dos dies al juny. El circuit, localitzat a Le Mans, tenia forma més o menys triangular, cobrint cada volta 105 quilòmetres (65 milles). Sis voltes havien de ser recorregudes cada dia, i cada volta prenia prop d'una hora usant les relativament primitives actuacions de l'època. Dels 32 participants que representaven 12 diferents fabricants d'automòbils, l'hongarès Ferenc Szisz (1873–1944) va guanyar aquesta carrera de 1260 km en un Renault.
Durant aquest període les carreres eren un assumpte altament nacionalista, amb alguns països organitzant carreres pròpies però sense un campionat formal que les lligués entre si. Les regles variaven de país en país i de carrera en carrera, i típicament es regulaven sobre la base del pes màxim (no mínim) de l'automòbil, en un esforç per limitar el poder dels motors en limitar la grandària dels mateix de manera indirecta (Motors de 10 o 15 litres de cilindrada eren bastant comuns, usualment amb no més de quatre cilindres i produint menys de 50 cavalls de força). Totes les actuacions comptaven amb mecànics a bord igual que el pilot i a ningú se li permetia reparar o treballar en l'acte a excepció d'aquestes dues persones. Un factor clau per al triomf de Renault en aquest primer Gran Premi va ser l'ús de rodes desmuntables (desenvolupades per Michelin), les quals permetien el canvi de neumàtics sense necessitat de desmuntar el neumàtic i la cambra de la roda i tornar a muntar la nova cambra i neumàtic, simplement se substituïa el conjunt complet.

## Desenvolupament de circuits

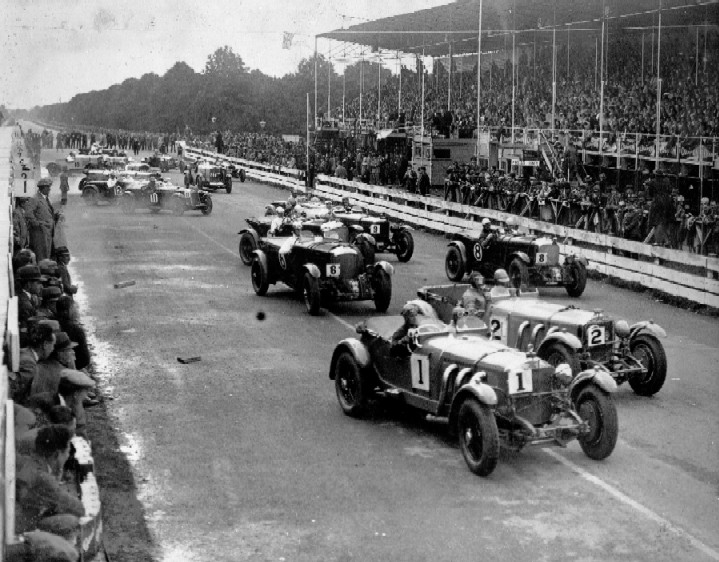
El circuit de Brooklands va ser el primer a crear-se.

La majoria de les carreres es corrien sobre llargs circuits formats per camins públics temporalment tancats, no en pistes privades específicament construïdes. Aquest va ser l'origen del circuit de Gran Premi de Le Mans en 1906, així com de la Targa Florio que es corria en 93 milles de camins sicilians, el circuit alemany Kaiserpreis de 75 milles i el circuit francès Dieppe de 48 milles, usats en els Grans Premis de 1907. Les excepcions van ser l'abruptament empinat i ovoide circuit de Brooklands, Anglaterra, acabat en 1907 i l'Indianapolis Motor Speedway, usat per primera vegada en 1909 i el Autodromo Nazionale Monza, Itàlia, obert en 1922.
En 1922 Itàlia es va convertir en el primer país (a part de França) a allotjar una carrera usant el nom de "Gran Premi" (Gran Premi), a Monza. Això va ser ràpidament seguit per Bèlgica i Espanya en 1924, i després es va disseminar per altres països. Estrictament parlant, encara no es tractava d'un campionat formal sinó una variada col·lecció de carreres corregudes sota diverses regles.
Una "fórmula" començant a complir regles va aparèixer just abans de la Primera Guerra Mundial, basada finalment en les grandàries dels motors i el pes, encara que no va ser adoptada universalment. En 1924, no obstant això, molt clubs nacionals de motor es van unir per a formar l'Associació Internacional de Clubs d'Automòbils Reconeguts ("Association Internationale des Automobile Clubs Reconnus" (AIACR), la Comissió Esportiva Internacional dels quals va ser autoritzada a regular els Grans Premis i altres formes de competències internacionals. Des dels orígens dels Grans Premis, les competències es van córrer en concordança amb regles estrictes basades en grandària del motor i pes del vehicle. Aquestes regulacions van ser virtualment abandonades en 1928 en una era coneguda com de "Fórmula Lliure", quan els organitzadors de carreres van decidir córrer els seus esdeveniments sense pràcticament cap limitació. De 1927 a 1934, el nombre de carreres considerades amb rang de Gran Premi va créixer, saltant de cinc esdeveniments en 1927, a nou esdeveniments en 1929, i a divuit en 1934 (el nombre màxim de carreres en un any abans de la Segona Guerra Mundial).

## Els anys previs a la Segona Guerra Mundial
Importants noms individuals i de marques van emergir durant aquest temps, durant el qual es canviarà definitivament la cara del disseny d'automòbils i la seva enginyeria:
- Alfa Romeo
- Ettore Bugatti
- Enzo Ferrari
- Vittorio Jano
- Alfieri Maserati
- Mercedes-Benz
- Harry A. Miller
- Ferdinand Porsche

El Grand Premio de Mònaco de 1933 va ser la primera vegada en la història de l'esport en què l'ordre de partida va ser decidit pels temps de classificació, en comptes de la sort. Tots els vehicles competint van ser pintats amb els colors nacionals: blau per a França, verd per a Anglaterra, vermell per a Itàlia, groc per a Bèlgica i blanc per a Alemanya. A partir de 1934, els alemanys van deixar de pintar les seves actuacions, després que li van treure la pintura d'un Mercedes-Benz, en un esforç per a reduir el pes de l'acte. El metàl·lic acte sense pintar aviat va fer que les actuacions alemanyes fossin batejats pels mitjans com les "fletxes de plata".
Les actuacions franceses van continuar dominant (liderats per Bugatti, però també incloent a Delage i Delahaye) fins als últims anys de la dècada de 1920, quan els italians (Alfa Romeo i Maserati van començar a vèncer a les actuacions franceses regularment. En aquest temps, els enginyers alemanys van dissenyar cotxes de carrera únics, com el Benz amb el seu cos aerodinàmic "teardrop" (literalment: forma de gota) introduït en 1923 en el Gran Premi d'Europa a Monza.
En els 30, no obstant això, el nacionalisme va entrar en una nova fase quan els Nazis van estimular a Mercedes i a l'Acte Union a eixamplar la glòria del Reich. El govern va lliurar una mica de diners als dos fabricants, però la magnitud de l'ajuda va ser posteriorment inflada i exagerada pels mitjans: els subsidis governamentals sumaven només un 10% dels costos de funcionament dels dos equips de carreres. Els 2 equips alemanys van dominar absolutament el període de 1934 a 1939, deixant de guanyar només tres de totes les carreres corregudes entre aquests anys.

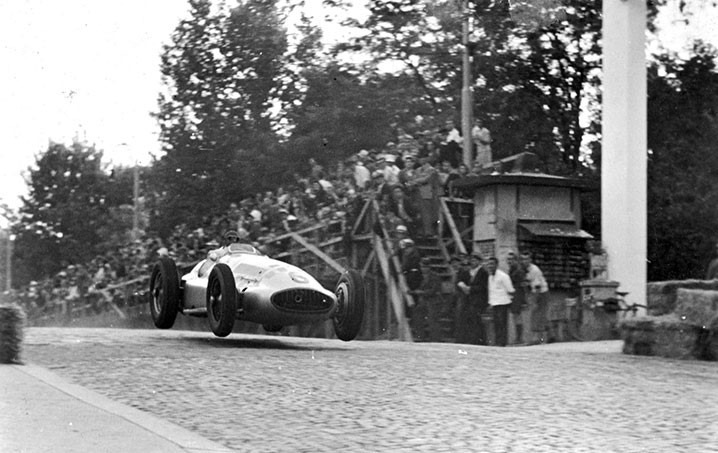
Manfred von Brauchitsch en el Gran Premi de Belgrad de 1939, dos dies després de l'inici de la guerra.

Els vehicles d'eixa època eren d'un sol seient (el mecànic a bord va desaparèixer a començament dels anys 20, amb motors de 8 o 16 cilindres produint més de 600 hp amb naftas basades en alcohol.
A l'octubre de 1923 la idea d'un campionat motor va ser discutida a París en la conferència anual de la AIACR (Association Internationale des Automobile Clubs Reconnus - Associació Internacional dels Clubs d'Automòbils Reconeguts). No obstant això, la discussió es va centrar sobre el creixent interès en les carreres dels fabricants i empreses en el primer Gran Premi d'Europa a Monza, en 1923. El primer Campionat Mundial es va dur a terme en 1925, però va anar per a fabricants solament (anomenat Campionat Mundial de Fabricants), i consistia en quatre carreres d'almenys 800 km d'extensió. Les carreres que van formar el primer campionat van ser les 500 Milles d'Indianapolis, el Gran Premi d'Europa, i els Grans Premis de França i Itàlia. Un Campionat Europeu, que consistia en els Grans Premis principals (anomenats Grans Épreuves) va ser instituït en 1935 per a pilots, i es va competir en tots els anys fins a l'inici de la Segona Guerra Mundial en 1939.

### Anys posteriors a la Segona Guerra Mundial i creació de la Fórmula 1
En 1946, immediatament després de la Segona Guerra Mundial, només va haver-hi quatre carreres amb rang de Grans Premis. Les regles per al Campionat Mundial de Pilots ja havien estat establertes abans de la Segona Guerra Mundial, però va portar diversos anys més d'espera la seva concreció, fins que en 1947 l'antiga AIACR es va reorganitzar a si mateixa, passant-se a dir la Federació Internacional de l'Automòbil (FIA). Amb casa central a París, al final de la temporada de 1949 va anunciar que per a 1950 unirien diversos Grans Premis nacionals per a crear la Fórmula 1 amb un Campionat Mundial per a pilots, encara que per motius econòmics, en els anys de 1952 i 1953 encara es va competir amb actuacions de Fórmula 2. Es va establir un sistema de puntuació i van reconèixer un total de set carreres com a aptes per al Campionat del Món. La primera carrera del Campionat Mundial es va dur a terme el 13 de maig en el circuit de Silverstone, al Regne Unit.
Els italians una vegada més van fer bé les coses en aquestes primeres carreres del Campionat del Món, tant les marques com els pilots. El primer Campió Mundial va ser Giuseppe Farina, conduint un Alfa Romeo. Ferrari va aparèixer en la segona carrera, a Mònaco, i té la distinció de ser l'única marca que competeix al llarg de tota la història d'aquest esport fins a l'actualitat.

## Principals Grans Premis
- Gran Premi de AVUS
- Gran Premi de Bèlgica
- Coppa Acerb
- Coppa Ciano
- Gran Premi de Txecoslovàquia
- Gran Premi de Donington
- Gran Premi de Eifel
- Gran Premi de França
- Gran Premi d'Alemanya
- Gran Premi d'Hongria
- Gran Premi d'Itàlia
- Gran Premi de Milà
- Mille Miglia
- Gran Premi de Mònaco
- Gran Premi de Penya Rhin
- Gran Premi de Sant Sebastià
- Gran Premi d'Espanya
- Gran Premi de Suïssa
- Targa Florio
- Gran Premi de Trípoli
- Gran Premi de Tunísia
- Copa Vanderbilt

## Pilots de l'era dels Grans Premis
Alguns dels més notables pilots de l'era dels Grans Premis, incloses algunes dones que van competir d'igual a igual amb els homes:
- Alberto Ascari
- Juan Manuel Fangio
- Robert Benoist
- Clemente Biondetti
- Georges Boillot
- Manfred von Brauchitsch
- Malcolm Campbell
- Rudolf Caracciola
- / Luigi Chinetti
- Louis Chiron
- Albert Divo
- René Dreyfus
- Philippe Étancelin
- Luigi Fagioli
- Giuseppe Farina
- Enzo Ferrari
- Jules Goux
- Elizabeth Junek
- Hermann Lang
- Christian Lautenschlager
- Emilio Materassi
- Felice Nazzaro
- Guy Moll
- Hellé Nice
- Tazio Nuvolari
- Kay Petre
- Charles Pozzi
- Georges Philippe
- Bernd Rosemeyer
- Richard Seaman
- Henry Segrave
- Raymond Sommer
- Whitney Willard Straight
- Hans Stuck
- Ferenc Szisz
- Achille Varzi
- Emilio Villoresi
- Luigi Villoresi
- William Grover-Williams
- Jean-Pierre Wimille
- Juan Zanelli